# Chaiyaphum (tỉnh)
Chaiyaphum (tiếng Thái: ชัยภูมิ, phát âm [tɕʰāj.jā.pʰūːm], phiên âm: Chai-da-phum) là một tỉnh thuộc vùng Isan của Thái Lan. Các tỉnh lân cận (tù phía bắc theo chiều kim đồng hồ): Khon Kaen, Nakhon Ratchasima, Lopburi và Phetchabun.

## Địa lý
Tỉnh này bị chia đôi bởi dãy núi Phetchabun, với đỉnh cao nhất của tỉnh là 1222 m. Phía Đông của tỉnh thuộc Cao nguyên Khorat.
Tỉnh này có 4 vườn quốc gia.
Vườn quốc gia Tat Thon ở Tây Bắc với vài tháp nước đẹp và rừng dipterocarp khô. Vườn quốc gia Sai Thong ở phía Tây có thác nước Sai Thong, và vài cánh đồng hoa tulip Xiêm. Các cánh đồng tulip Xiêm như thế cũng có tại Vườn quốc gia Pa Hin Ngam ở Tây Nam. Vườn quốc gia Phu Laenkha có diện tích 200 km² với các đồi rừng ở Tây Bắc thị xã Chaiyaphum.

## Lịch sử

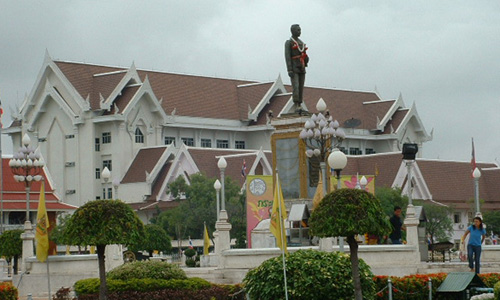
Phraya Lae Monument in front of Chaiyaphum City Hall

Lịch sử của thành Chaiyaphum có thể tính từ ngày Đế quốc Khmer ở thế kỷ 12, khi nó là một thành nhỏ trên đường từ Angkor đi Prasat Singh (tỉnh Kanchanaburi).

## Dân tộc
Phần lớn dân ở Chaiyaphum là dân tộc Lào. Phương ngữ tiếng Thái vùng Isaan (Đông Bắc) (giống như tiếng Lào) là ngôn ngữ thứ nhất của dân Chaiyaphum.

## Văn hóa
Chaiyaphum là một trung tâm của các phong cách nhạc Thái vùng Đông Bắc Mor lam và Mor lam sing.

## Nông nghiệp và công nghiệp
Các nông sản chính của tỉnh gồm gạo, sắn, mía đường và khoai sọ.  Chaiyaphum nổi tiếng là một trung tâm của ngành lụa Thái.

## Biểu tượng
|  | The provincial seal shows a triangular flag, a symbol of victory in war. Cây biểu tượng của tỉnh là muồng đen (Cassia siamea), và hoa biểu tượng là hoa tulip Xiêm (Curcuma alismatifolia). |

## Các đơn vị hành chính
Tỉnh được chia ra thành 15 huyện (amphoe) và tiểu huyện (king amphoe). Các huyện được chia ra thành 124 xã (tambon) và 1393 làng (muban).
| Amphoe | | King Amphoe |
| --- | --- | ----------- |
| 1. Mueang Chaiyaphum 2. Ban Khwao 3. Khon Sawan 4. Kaset Sombun 5. Nong Bua Daeng 6. Chatturat 7. Bamnet Narong 8. Nong Bua Rawe | 1. Thep Sathit 2. Phu Khiao 3. Ban Thaen 4. Kaeng Khro 5. Khon San 6. Phakdi Chumphon 7. Noen Sa-nga | 1. Sap Yai  |